# Zafra-Río Bodión
Zafra - Río Bodión – comarca w Hiszpanii, w Estremadurze. Okręg znajduje się w  prowincji Badajoz, mieszka w nim 47 063 obywateli. Stolicą comarki jest Zafra. Powierzchnia wynosi 1112 km².

## Gminy
Comarca dzieli się na 15 gmin:
- Alconera
- Atalaya
- Burguillos del Cerro
- Calzadilla de los Barros
- Feria
- Fuente del Maestre
- La Lapa
- La Morera
- La Parra
- Los Santos de Maimona
- Medina de las Torres
- Puebla de Sancho Pérez
- Valencia del Ventoso
- Valverde de Burguillos
- Zafra